# Dimitri Peyskens
Dimitri Peyskens (Ukkel, 26 november 1991) is een Belgisch voormalig wielrenner.

## Carrière
Als junior werd Peyskens onder meer zevende in de Ronde van Valromey.
In 2012 werd Peyskens twaalfde in Luik-Bastenaken-Luik voor beloften en tiende in de Ardense Pijl. In de Ronde van de Aostavallei in 2013 wist hij op de derde plaats in het algemeen klassement te eindigen, met een achterstand van negentien minuten op winnaar Davide Villella. Een maand later werd hij vierde op het nationale beloftenkampioenschap tijdrijden.
In 2017 werd hij prof bij WB Veranclassic Aqua Protect. In zijn eerste seizoen als prof werd hij onder meer zevende in de Volta Limburg Classic en de Ronde van Keulen, derde in de Rad am Ring en tweede in de Grand Prix de la ville de Nogent-sur-Oise.

## Resultaten in voornaamste wedstrijden
|      | \| Jaar \| Gent-Wevelgem \| Ronde van Vlaanderen \| Amstel Gold Race \| Luik-Bast.‑Luik \| Waalse Pijl \| Parijs-Tours \| \| ---- \| ------------- \| -------------------- \| ---------------- \| --------------- \| ----------- \| ------------ \| \| 2017 \| \| \| \| opgave \| 82e \| 113e \| \| 2018 \| \| 90e \| \| 87e \| opgave \| \| \| 2019 \| \| \| \| opgave \| 35e \| \| \| 2020 \| \| opgave \| \| opgave \| 132e \| 38e \| \| 2021 \| \| \| \| \| \| \| \| 2022 \| opgave \| \| opgave \| \| \| \| \| 2023 \| \| opgave \| \| \| \| 23e \| \| 2024 \| \| \| \| opgave \| \| \| |                      |                  |                 |             |              |
| Jaar | Gent-Wevelgem | Ronde van Vlaanderen | Amstel Gold Race | Luik-Bast.‑Luik | Waalse Pijl | Parijs-Tours |
| 2017 | |                      |                  | opgave          | 82e         | 113e         |
| 2018 | | 90e                  |                  | 87e             | opgave      |              |
| 2019 | |                      |                  | opgave          | 35e         |              |
| 2020 | | opgave               |                  | opgave          | 132e        | 38e          |
| 2021 | |                      |                  |                 |             |              |
| 2022 | opgave |                      | opgave           |                 |             |              |
| 2023 | | opgave               |                  |                 |             | 23e          |
| 2024 | |                      |                  | opgave          |             |              |

## Ploegen
- 2015 –  Team3M
- 2016 –  Veranclassic-Ago
- 2017 –  WB Veranclassic Aqua Protect
- 2018 –  WB Aqua Protect Veranclassic
- 2019 –  Wallonie Bruxelles
- 2020 –  Bingoal-Wallonie Bruxelles
- 2021 –  Bingoal Pauwels Sauces WB
- 2022 –  Bingoal Pauwels Sauces WB
- 2023 –  Bingoal Pauwels Sauces WB
- 2024 –  Bingoal WB

De Winter · Delfosse · Dernies · Deruette · Duquennoy · Habeaux · Ista · Jans · Jules · Kirsch · Masson · Naesen · Pardini · Peyskens · Robeet · Spengler · Stassen · Vantomme · Warnier · Mortier (stagiair) · Taminiaux (stagiair)
De Winter · Dehaes · Delfosse · Deruette · Duquennoy · Habeaux · Ista · Jules · Kirsch · Lietaer · Masson · Mortier · Peyskens · Robeet · Six · Spengler · Stassen · Vantomme · Warnier
Dehaes · Ista · Jules · Liepiņš · Lietaer · Molly · Mortier · Nõmmela · Paasschens · Peyskens · Planckaert · Robeet · Six · Spengler (t/m 10 oktober) · Taminiaux · T. Wirtgen · Castrique (stagiair) · Huys (stagiair) · Paquot (stagiair) · L. Wirtgen (stagiair)
Castrique · De Bie · Huys · Ista · Lietaer · Livyns · Molly · Mortier · Nõmmela · Paasschens · Peyskens · Planckaert · Robeet · Six · Suter · Taminiaux · Vallée · Vanendert · L. Wirtgen · T. Wirtgen
Aniołkowski · Castrique · De Bie · Dupont · Huys · Livyns · Menten · Mertz · Molly ·Paasschens · Paquot · Peyskens · Rex · Robeet · Suter · Vallée · Vanendert · Venner · L. Wirtgen · T. Wirtgen · De Maeght (stagiair) · Desal (stagiair)
Aniołkowski · Blouwe · De Maeght · Desal · Dupont · Lauk · Livyns · Meens · Menten · Mertz · Molly ·Paasschens · Paquot · Peyskens · Rex · Robeet · Tietema (vanaf 1/2) · Tizza · Venner · Viviani (vanaf 21/3) · L. Wirtgen · T. Wirtgen · Desmarets (stagiair) · Dopchie (stagiair)
Blouwe · De Maeght · De Tier · Desal · Guerin · Lauk · Malucelli · Meens · Mertens · Mertz · Peyskens · Robeet · Salby · Teugels · Tizza · Van Boven · Van der Beken · Van Keirsbulck · Van Rooy · Vandepitte · Matthys (stagiair) · Persico (stagiair)
Blouwe · De Meester · De Tier · Desal · Matthys · Meens · Mertens (tot 31/5) · Persico · Peyskens · Portsmouth · Salby · Teugels · Tizza · Van Boven · Van der Beken · Van Rooy · Vandepitte · Vermoote · Villa · Vliegen · Weemaes · Van Petegem (stagiair)